# Obora Holedná

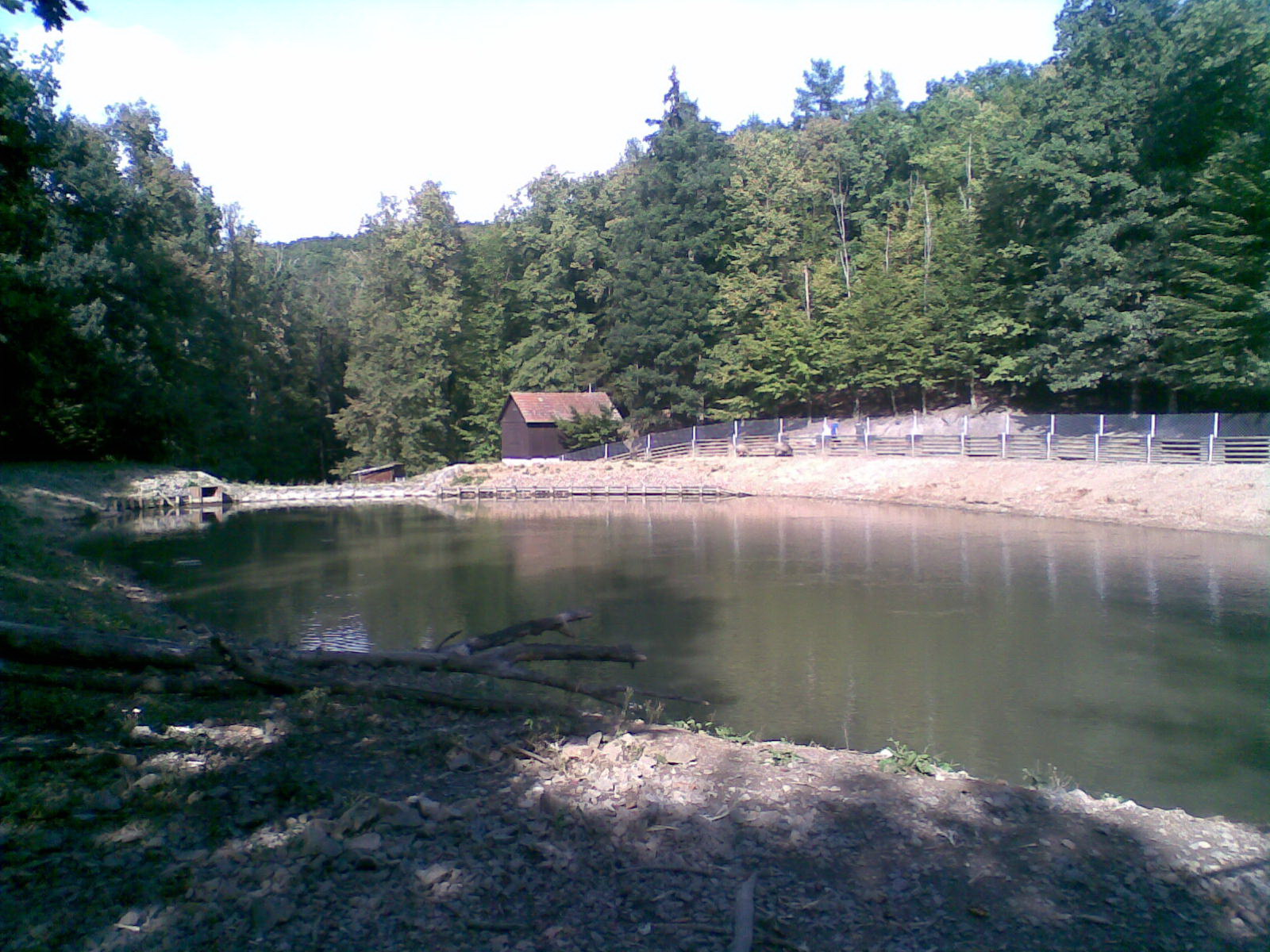
Jezírko v oboře pro divoká prasata

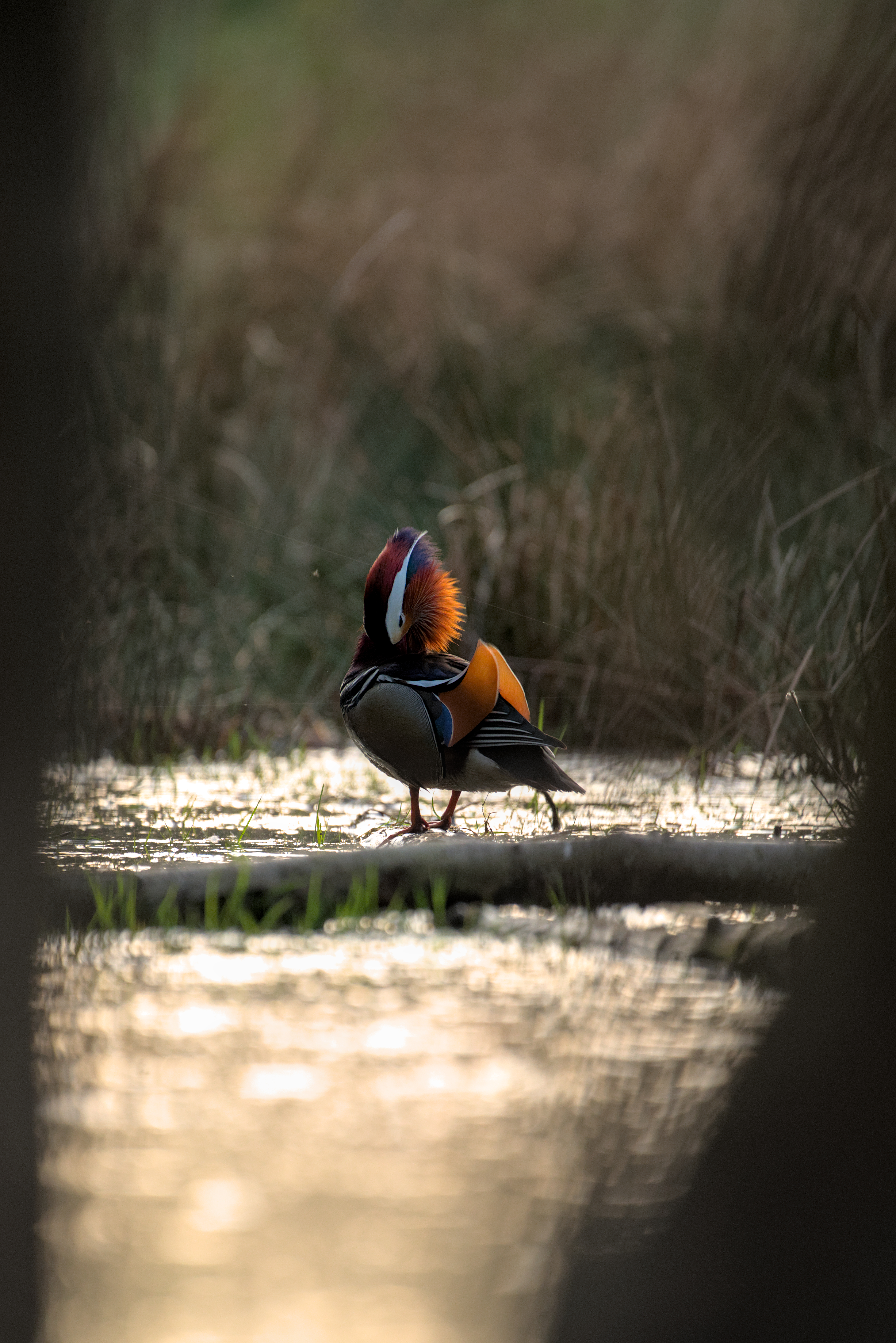
Samec kachničky mandarinské při čištění peří v oboře Holedná

Obora Holedná je účelové myslivecké zařízení na území statutárního města Brna. Slouží k chovu muflonů a daňků, součástí je několik jezírek, malá obora s divokými prasaty a několik odpočinkových altánů, dále jí vede značená naučná stezka. Obora je výjimečná svým umístěním uvnitř velkého města, nachází se mezi sídlišti Jundrov, Kohoutovice a Bystrc.
Obora zaujímá plochu 327 ha, rozkládá se okolo kopce Holedná (391 m n. m.) v Kohoutovických lesích. Při klidném pohybu skrze listnatý les zde mohou návštěvníci spatřit nejenom muflony, daňky a jeleny, ale i rozličné druhy ptáků. Ze šplhavců zde žijí například datel, žluna a strakapoud. Ve vodních nádržích se usadili i kachny, ryby a obojživelníci. Oborou prochází tři turistické značky různých obtížností, a to modrá, žlutá a zelená, po kterých mohou výletníci vyrazit. Nejvyšším bodem obory je vrch Hobrtenky s nadmořskou výškou 405 m n. m.
V roce 2017 byla otevřena interaktivní naučná stezka Holedná, která vede okolo výběhu prasat. Jde o deset stanovišť s informačními tabulemi a herními prvky.